# RCN Televisión
«RCN Televisión» (также известный как Canal RCN или просто RCN, аббревиатура от Radio Cadena Nacional) — колумбийская наземная телевизионная сеть, принадлежащая Organización Ardila Lülle. Он был основан как продюсерская компания 23 марта 1967 года и официально запущен как телеканал 10 июля 1998 года. Его основным акционером является Карлос Ардила Люлле. Он выпустил «Я — Бетти, дурнушка», одну из самых успешных колумбийских теленовелл.

## История
RCN Televisión была создана как телевизионное подразделение сети RCN Radio. В 1967 году радио RCN приняло участие в тендере на места в официальной телевизионной сети, получив один час в день, который был разделен на две серии: одну, сделанную в Колумбии, под названием «Эль Хогар» и американский телесериал «Моя жена меня приворожила». В 1973 году RCN Radio и ее дочерняя компания RCN Televisión были приобретены Карлосом Ардилой Люлле, который три года спустя перезапустил RCN как телевизионную продюсерскую компанию с несколькими местами в расписании официальных каналов. RCN была первой компанией, которая транслировала телевизионную программу как в прямом эфире, так и в цвете, конкурс красоты Мисс Колумбия 1980 года; с этого года RCN владеет правами на трансляцию этого мероприятия.
10 июля 1998 года RCN вышел в эфир как независимый телеканал с катастрофическими результатами по сравнению с Caracol Televisión, и ситуация стабилизировалась, когда Карлос Ардила Люлле взял на себя руководство каналом.
Первая трансляция канала началась в 21:00 с первого эфира Noticias RCN.
Первой теленовеллой RCN Televisión стала «Мать» 1998 года с Маргаритой Розой де Франсиско и Эктором де Мальбой в главных ролях, режиссер Пепе Санчес.
В 2000 году он начал транслировать свои программы круглосуточно.
В 2002 году состоялась премьера своего первого реалити-шоу Protagonistas de novela, которое вел Мария Сесилия Ботеро и было записано в Майами, США.
С появлением цифрового наземного телевидения в январе 2011 года, RCN Televisión начала вещание в высоком разрешении.
В 2012 году первой теленовеллой RCN в формате высокой четкости стала «Бедный богатый».
30 апреля 2014 года RCN Televisión решила приостановить передачу сигнала HD, передаваемого основными операторами кабельного телевидения Колумбии.
В июле 2015 года 21st Century Fox продала сети свою 50% акций MundoFox и переименовалась в MundoMax до своего закрытия в 2016 году.
В сентябре 2019 года RCN Televisión было переименовано в Canal RCN в честь своего флагманского канала.

## Телеканалы
- Canal RCN
- RCN HD2
- RCN Novelas
- RCN Nuestra Tele Internacional
- NTN24
- Win Sports
- Win Sports+
- MundoMax (до 2016 года)